# Unreal (spelserie)
Unreal-serien är en First Person Shooter-spelserie som inleddes med Unreal (1998), utvecklat av Epic Games. Vad som började som ett singelplayerbetonat spel kom att lägga fokus på multiplayer-deathmatch i och med Unreal Tournament (1999). Det senaste spelet i serien, Unreal Tournament 3, släpptes till PC i november 2007.

## Unreal-serien

### PC
- 1998 - Unreal
  - 1999 - Unreal Mission Pack I: Return to Na Pali
- 1999 - Unreal Tournament
- 2000 - Unreal Gold (kompilation)
- 2000 - Unreal Tournament: Game of the Year Edition
- 2000 - Totally Unreal (kompilation)
- 2002 - Unreal Tournament 2003
- 2003 - Unreal II: The Awakening
- 2003 - Unreal II XMP Edition
- 2004 - Unreal Tournament 2004
- 2006 - Unreal Anthology (kompilation)
- 2007 - Unreal Tournament 3

### Konsol
- 2000 - Unreal Tournament (PlayStation 2)
- 2001 - Unreal Tournament (Dreamcast)
- 2002 - Unreal Championship (Xbox)
- 2004 - Unreal II: The Awakening (Xbox)
- 2005 - Unreal Championship 2: The Liandri Conflict (Xbox)
- 2007 - Unreal Tournament 3 (PlayStation 3)
- 2008 - Unreal Tournament 3 (Xbox 360)
- 2014 - Unreal Tornament (PlayStation 3)

### Fotnoter
1. ↑  ”Unreal series” (på engelska). Mobygames. 11 mars 1998. http://www.mobygames.com/game-group/unreal-series. Läst 9 september 2015.